# Atriplex Island
Atriplex Island ist eine unbewohnte Insel im australischen Bundesstaat Western Australia. Die Insel gehört zu den Montebello-Inseln. Sie ist 83,6 Kilometer vom australischen Festland entfernt. 
Sie ist 60 Meter lang und 40 Meter breit. In der Nähe liegen die Inseln Brooke Island, Santalum Island und Triodia Island.